# Gina Argemir
Gina Argemir (Tarrasa, Vallés Oriental, Cataluña, 10 de diciembre de 1973) es una música de la escena independiente, creadora, escritora y economista crítica española. Se la considera la referente del rock alternativo femenino catalán.
Ha publicado tres discos, cuatro libros y varios artículos de opinión económica.
Como música es cantante, compositora, productora y arreglista de sus trabajos musicales, los cuales se encuadran dentro del género rock y pop-rock de influencias post-punk, grunge y rock alternativo.
Su propuesta literaria viene influenciada por la escritura intimista y de perfil psicológico.
Fue Campeona de España y de Cataluña de patinaje artístico sobre hielo, como adscrita al F.C. Barcelona.

## Música
De formación artística multidisciplinar, Gina Argemir estudió música, composición y voz en el Aula de Música Moderna y Jazz de Barcelona, teatro en el Estudio Nancy Tuñón y danza clásica y contemporánea en la Escola Nova y el Centro de Danza Ramon Solé .
Ha publicado tres EP en catalán, Troia, Roig y Sutra, además de singles en inglés y francés. Roig se considera un trabajo de pop-rock sofisticado y de influencia post-punk de los años 80 y 90, con claras influencias de grupos como The Cure, Siouxsie and The Banshees o Blondie. Por su parte, Sutra es un disco de rock alternativo, inspirado en las producciones de Butch Vig (Foo Fighters, Garbage, Nirvana), Steve Albini (PJ Harvey, The Breeders, The Pixies) o Trent Reznor (Nine Inch Nails). Dos canciones de Sutra han sido versionadas: una al francés (À toi, Emmanuelle) y otra, al inglés (Heart of lotus). Su último trabajo, Troia, cierra una trilogía conceptual y sonora.
Gina Argemir se inició en el terreno musical tocando en pequeños bares de Barcelona y recorriendo Catalunya como cantante de orquesta. Bajo el seudónimo de Gina K. colaboró en el disco Flamingos, de Enrique Bunbury, en la canción Mundo Feliz, una canción que inicialmente no estaba prevista que se incluyera en el disco. Como componente de Romogirls, colaboró en el disco de estilo indie De Benidorm a Benicàssim, del crítico musical Luis Troquel.
Es cantante, compositora, productora y arreglista de sus trabajos musicales, así como la realizadora de sus videoclips musicales y la diseñadora de la imagen de sus discos.
Actualmente su banda está formada por Joan Pairó (miembro de Kitsch) en el bajo, Pablo Potenzoni (exmiembro de Todos Tus Muertos) en la batería y Walter Paniagua en la guitarra.

## Literatura
Tiene publicados tres libros en castellano y uno, en catalán.
La musa del gudari es un thriller político, ambientada en los años noventa, con el terrorismo de ETA como trasfondo, que además también plasma los referentes musicales y socioculturales de la época. 
La posibilidad es una novela psico-filosófica presentada en forma de monólogo. Narra las confesiones que hace una mujer durante un trayecto en avión, al hombre desconocido que se sienta a su lado: confesiones y secretos sobre su biografía sentimental, reflexiones sociales, existenciales y morales. 
Por su parte, Desenamorarse es fácil si sabes cómo. Manual para superar un desamor es un libro de divulgación y coaching, escrito bajo el seudónimo de Salma Wallis Ferrari, con consejos para superar el desamor.
Gina Argemir también tiene publicada una recopilación de poemas en catalán, titulado Poemari de l’Amor Antròpic.

## Economía
Es licenciada en Ciencias Económicas y Empresariales por la Universitat Autònoma de Barcelona, en la especialidad de Desarrollo, Crecimiento y Economía Internacional, si bien también tiene estudios de Grado en Psicología por la Universidad Nacional de Educación a Distancia.
Ha desarrollado su labor de economista en el Consell de Treball, Econòmic i Social de Catalunya, tanto de su ejecutiva como formando parte de grupos de trabajo sobre productividad, inversión extranjera, economía colaborativa, entre otros. También ha sido negociadora en procesos de despido colectivo.
Ha escrito varios artículos de opinión de economía crítica y ha participado en diversos seminarios.

## Deporte

Gina Argemir, durante el campeonato de España de patinaje artístico sobre hielo 1987/1988

Formó parte de la Federació Catalana d’Esports d’Hivern, adscrita por el Fútbol Club Barcelona, siendo Campeona de España y de Cataluña de patinaje artístico sobre hielo, en la categoría junior los años 1987/1988.

## Publicaciones
Libros (coautoría)
- VV.AA. (2014). La influència de la política neoliberal sobre la despesa social: les limitacions de la funció redistributiva i reguladora. Cap XX (183- 1XX). L’economia que volem per a la Cataluña del segle XXI. Barcelona: Fundació Nous Horitzons.
- VV.AA. (2018). La posición de los sindicatos ante el trabajo a través de las plataformas virtuales, págs. 629-635. Trabajo en plataformas digitales: innovación, derecho y mercado. Dir. Adrián Todolí Signes & Macarena Hernández-Bejarano. Navarra: Thomson Reuters Aranzadi.

Artículos de prensa
- 2014: La deuda de la Generalitat de Cataluña bajo la lupa de la ciudadanía. Coautoría con Iolanda Fresnillo. Diario Público.
- 2016: Els plans reals de l‘educació financera als instituts: una estratègia global d’enginyeria social. El Crític.
- 2016:  Quin model de protecció social està creant el nostre mercat de treball? Diari del Treball.
- 2016: Unió Europea: una política econòmica al servei de qui? Reflexions entorn de l’increment de les desigualtats nacionals en el si d’Europa. Coautoría con Michela Albarello. Fundació Cipriano García.
- 2016: ¿Estamos saliendo de la crisis? CONC.
- 2016: El treball d’economia de plataforma. Fundació Cipriano García.
- 2016: Pànic a les borses: correcció o nova recessió global? Els efectes de la manca de regulació financera. Fundació Cipriano García.
- 2016: Portugal: l’expansió salarial com a motor de creixement. Fundació Cipriano García.
- 2017: Marx ha mort: visca el puntComunisme! Perspectiva.
- 2017: Els drets socials sota la ideologia d’un club exclusiu. Perspectiva.
- 2017: TTIP: Las libertades no son negociables. Perspectiva.
- 2017: Aspectes laborals. Economia col•laborativa de plataforma. Fundació Cipriano García.

## Obra literaria
Narrativa
- 2017 (1ª ed.); 2018 (2ª ed.): La posibilidad. Barcelona: CreateSpace.
- 2022: La musa del gudari. Barcelona: CreateSpace.

Divulgativa
- 2017: Desenamorarse es fácil, si sabes cómo (Manual para superar un desamor, de Salma W. Ferrari), Barcelona: Gina Argemir.

Poesía
- 2020: Poemari de l’Amor Antròpic. Barcelona: CreateSpace.

## Discografía
Colaboraciones
- 2002: Mundo Feliz, Flamingos (CD audio), Enrique Bunbury. Madrid: EMI.
- 2005: Where’s the scene?, De Benidorm a Benicàssim (CD audio), Luis Troquel. Barcelona: Encadena-Satélite K.

En solitario
- 2019: Roig (EP audio). Barcelona: La Cúpula
- 2019: Sutra (EP audio). Barcelona: La Cúpula
- 2019: À toi, Emmanuelle (Single audio). Barcelona: La Cúpula
- 2020: Heart of lotus (Single audio). Barcelona: La Cúpula
- 2021: Troia (EP audio). Barcelona: La Cúpula

## Palmarés
Categoría de Patinaje artístico sobre hielo
- 1987/1988: Campeonato de España: 1ª clasificada júnior
- 1987/1988: Campeonato de Cataluña: 1ª clasificada júnior
- 1986/1987: Campeonato de España: 2ª clasificada cadete
- 1986/1987: Campeonato de Cataluña: 3ª clasificada cadete
- 1985/1986: Campeonato de España: 3ª clasificada infantil
- 1985/1986: Campeonato de Cataluña: 2ª clasificada infantil